# Panicum furvum
Panicum furvum är en gräsart som beskrevs av Jason Richard Swallen. Panicum furvum ingår i släktet vipphirser, och familjen gräs. Inga underarter finns listade i Catalogue of Life.